# Elizabeth Ardenová
Elizabeth Ardenová, rodným jménem Florence Nightingale Grahamová (31. prosinec 1878 Woodbridge – 18. říjen 1966 New York) byla kanadsko-americká podnikatelka, zakladatelka kosmetické firmy Elizabeth Arden. Sehrála zásadní roli v rozšíření líčení (make-upu) ve vyšších a středních vrstvách západního světa (předtím bylo hlavně znakem prostituce).

## Život
Narodila se nedaleko Ontaria v Kanadě, rodičům, kteří měli skotský a cornwallský původ. Matka měla solidní majetek po bohaté tetě z Cornwallu a mohla dát dětem vzdělání, Elisabeth však nedokončila ani střední zdravotnickou školu. Místo toho odešla za svým starším bratrem do USA, na Manhattan, kde začala pracovat jako účetní pro firmu E.R. Squibb Pharmaceuticals Company. Jejím velkým zájmem už tehdy byla péče o pleť. Využila možnosti pracovat pro kosmetičku Eleanor Adairovou, ale brzy, roku 1909, založila vlastní firmu, nejprve společně s budoucí herečkou Elizabeth Hubbardovou, po půl roce se osamostatnila zcela, přičemž si zvolila obchodní jméno Elisabeth Arden místo svého rodného. První vlastní salon otevřela roku 1910. Za dva roky poté odjela do Paříže, kde ji velmi ovlivnily tamní salóny krásy a techniky zde používané. Do New Yorku se vrátila s ideou na rozšíření rtěnek, které se jí podařilo skutečně v Americe rychle zpopularizovat. Nastala expanze její firmy – v roce 1929 již měla 150 salonů v 22 státech světa. Roku 1934 založila první lázně určené výhradně pro zkrášlovací procedury ve státě Maine. Až do konce života byla jediným vlastníkem své firmy a jednou z nejbohatších žen světa.
Podporovala americkou Republikánskou stranu.